# Gaspard de Vallier

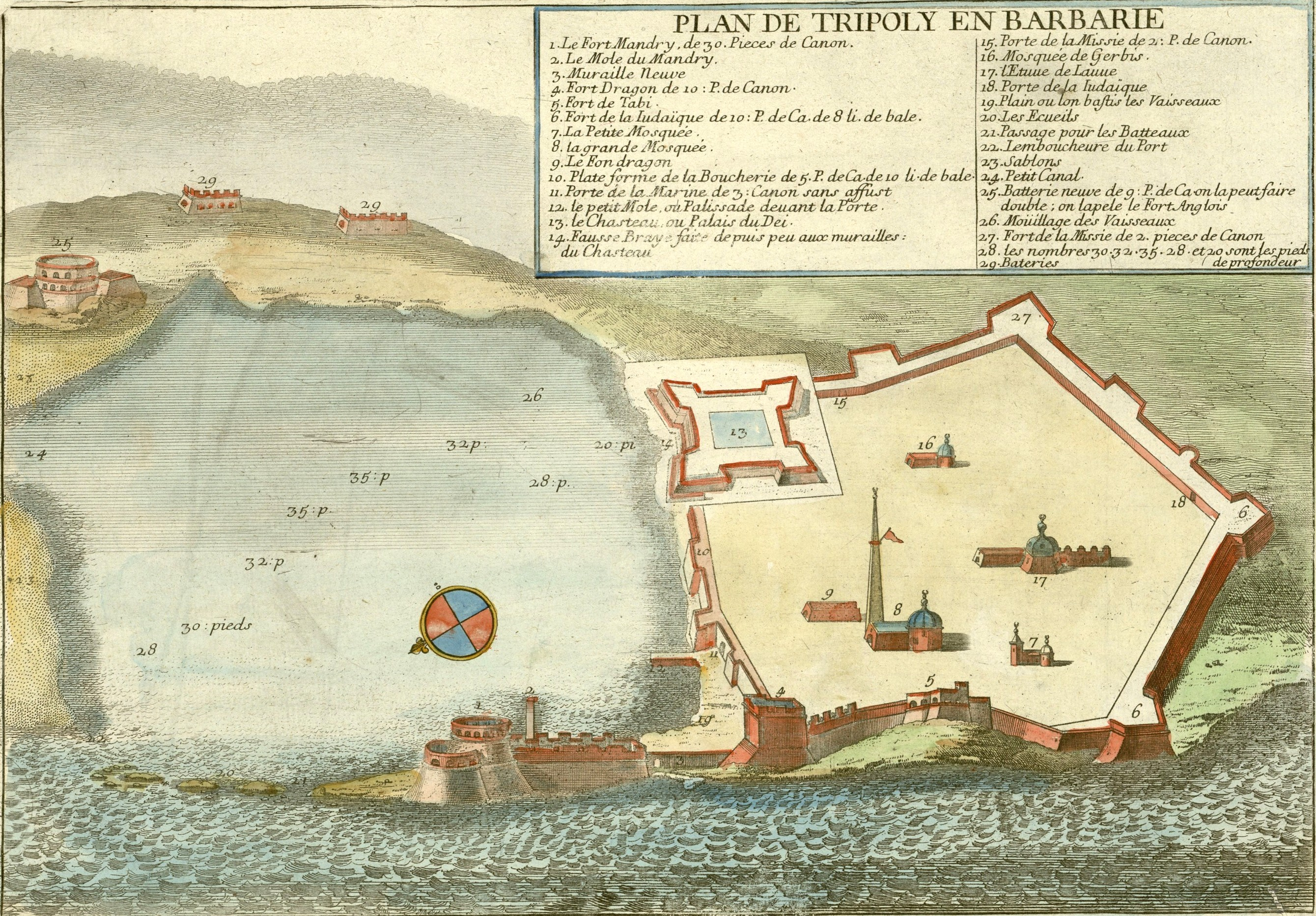
Widok Trypolisu, grafika Nicolasa de Fer, przed 1705.

Gaspard de Vallier — marszałek Zakonu Rycerzy z Malty, który dowodził fortecą w Trypolisie podczas oblężenia w roku 1551. Był Francuzem, pochodził z regionu Owernii. W Trypolisie dowodził 30 rycerzami (niektórzy autorzy podają liczbę 200) oraz 630 kalabryjskimi i sycylijskimi najemnikami. Miasto zostało zdobyte 15 sierpnia 1551 roku.
Po powrocie na Maltę, Gaspar de Vallier był ostro krytykowany przez Wielkiego Mistrza Juana de Homedes y Coscon, postawiony przed sąd i pozbawiony habitu i krzyża zakonnego.
De Vallier został później zrehabilitowany przez Wielkiego Mistrza Jeana Parisot de Valette.